# Julien Benneteau
Julien Benneteau (* 20. prosinec 1981 v Bourg-en-Bresse, Francie) je současný francouzský profesionální tenista a bronzový olympijský medailista z londýnských her, který se stal profesionálem v sezóně 2000. Ve své dosavadní kariéře vyhrál na okruhu ATP World Tour dvanáct turnajů ve čtyřhře. Na challengerech ATP a okruhu ITF získal tři tituly ve dvouhře a jedenáct ve čtyřhře.
Na žebříčku ATP byl ve dvouhře nejvýše klasifikován v dubnu 2012 na 26. místě a ve čtyřhře pak v listopadu 2014 na 5. místě. Trénuje ho Antoine Benneteau.
Premiérový grandslamový titul ze čtyřhry si připsal na domácím French Open 2014, když společně s krajanem Édouardem Rogerem-Vasselinem porazil v bitvě o titul španělskou dvojici Marcel Granollers a Marc López. Na Letních olympijských hrách 2012 vybojoval ve čtyřhře bronzovou medaili, když společně s Richardem Gasquetem porazil v rozhodujícím zápase o třetí místo Španěly Davida Ferrera a Feliciana Lópeze.
Ve francouzském daviscupovém týmu debutoval v roce 2010 prvním kolem Světové skupiny proti Německu, v němž vyhrál čtyřhru společně s Michaëlem Llodrou nad dvojicí Philipp Kohlschreiber a Christopher Kas. Do září 2014 v soutěži nastoupil k deseti mezistátním utkáním s bilancí 3–3 ve dvouhře a 5–3 ve čtyřhře.

## Finále na Grand Slamu

### Mužská čtyřhra: 2 (1–1)
| Stav      | Rok  | turnaj      | povrch | spoluhráč              | soupeři ve finále                   | výsledek           |
| --------- | ---- | ----------- | ------ | ---------------------- | ----------------------------------- | ------------------ |
| Vítěz     | 2014 | French Open | antuka | Édouard Roger-Vasselin | Marcel Granollers Marc López        | 6–3, 7–6(7–1)      |
| Finalista | 2016 | Wimbledon   | tráva  | Édouard Roger-Vasselin | Pierre-Hugues Herbert Nicolas Mahut | 4–6, 6–7(1–7), 3–6 |

## Finálové účasti na turnajích ATP World Tour

### Dvouhra: 10 (0–10)
| Legenda                                                  |
| -------------------------------------------------------- |
| Grand Slam (0–0)                                         |
| Tennis Masters Cup / ATP World Tour Finals (0–0)         |
| ATP Masters Series / ATP World Tour Masters 1000 (0–0)   |
| ATP International Series Gold / ATP World Tour 500 (0–1) |
| ATP International Series / ATP World Tour 250 (0–9)      |

| Finále podle povrchu |
| -------------------- |
| tvrdý (0–7)          |
| antuka (0–2)         |
| tráva (0–0)          |
| koberec (0–1)        |

| Stav      | Č.  | Datum           | Turnaj                       | Povrch      | Finalista              | Výsledek           |
| --------- | --- | --------------- | ---------------------------- | ----------- | ---------------------- | ------------------ |
| Finalista | 1.  | 18. května 2008 | Casablanca, Maroko           | antuka      | Gilles Simon           | 5–7, 2–6           |
| Finalista | 2.  | 20. října 2008  | Lyon, Francie                | koberec (h) | Robin Söderling        | 3–6, 7–6(7–5), 1–6 |
| Finalista | 3.  | 18. května 2009 | Kitzbühel, Rakousko          | antuka      | Guillermo García-López | 6–3, 6–7(1–7), 3–6 |
| Finalista | 4.  | 15. února 2010  | Marseille, Francie           | tvrdý (h)   | Michaël Llodra         | 3–6, 4–6           |
| Finalista | 5.  | 27. srpna 2011  | Winston-Salem, Spojené státy | tvrdý       | John Isner             | 6–4, 3–6, 4–6      |
| Finalista | 6.  | 15. ledna 2012  | Sydney, Austrálie            | tvrdý       | Jarkko Nieminen        | 2–6, 5–7           |
| Finalista | 7.  | 30. září 2012   | Kuala Lumpur, Malajsie       | tvrdý (h)   | Juan Mónaco            | 5–7, 6–4, 3–6      |
| Finalista | 8.  | 17. února 2013  | Rotterdam, Nizozemsko        | tvrdý (h)   | Juan Martín del Potro  | 6–7(2–7), 3–6      |
| Finalista | 9.  | 29. září 2013   | Kuala Lumpur, Malajsie       | tvrdý (h)   | João Sousa             | 6–2, 5–7, 4–6      |
| Finalista | 10. | 28. září 2014   | Kuala Lumpur, Malajsie       | tvrdý (h)   | Kei Nišikori           | 6–7(4–7), 4–6      |

### Čtyřhra: 21 (12–9)
| Legenda                                                  |
| -------------------------------------------------------- |
| Grand Slam (1–1)                                         |
| Tennis Masters Cup / ATP World Tour Finals (0–0)         |
| ATP Masters Series / ATP World Tour Masters 1000 (2–4)   |
| ATP International Series Gold / ATP World Tour 500 (1–2) |
| ATP International Series / ATP World Tour 250 (8–3)      |

| Finále podle povrchu |
| -------------------- |
| tvrdý (9–5)          |
| antuka (2–1)         |
| tráva (0–2)          |
| koberec (1–1)        |

| Stav      | Č.  | Datum              | Turnaj                                | Povrch      | Spoluhráč              | Soupeři ve finále                    | Výsledek               |
| --------- | --- | ------------------ | ------------------------------------- | ----------- | ---------------------- | ------------------------------------ | ---------------------- |
| Vítěz     | 1.  | 29. září 2003      | Mety, Francie                         | tvrdý (h)   | Nicolas Mahut          | Michaël Llodra Fabrice Santoro       | 7–6(7–2), 6–3          |
| Finalista | 1.  | 6. října 2003      | Lyon, Francie                         | koberec (h) | Nicolas Mahut          | Jonatan Erlich Andy Ram              | 1–6, 3–6               |
| Vítěz     | 2.  | 23. října 2006     | Lyon, Francie                         | koberec (h) | Arnaud Clément         | František Čermák Jaroslav Levinský   | 6–2, 6–7(3–7), [10–7]  |
| Finalista | 2.  | 15. dubna 2007     | Monte Carlo, Monako                   | antuka      | Richard Gasquet        | Bob Bryan Mike Bryan                 | 2–6, 1–6               |
| Vítěz     | 3.  | 3. března 2008     | Las Vegas, Spojené státy              | tvrdý       | Michaël Llodra         | Bob Bryan Mike Bryan                 | 6–4, 4–6, [10–8]       |
| Vítěz     | 4.  | 12. října 2009     | Šanghaj, ČLR                          | tvrdý       | Jo-Wilfried Tsonga     | Mariusz Fyrstenberg Marcin Matkowski | 6–2, 6–4               |
| Vítěz     | 5.  | 26. října 2009     | Lyon, Francie (2)                     | tvrdý (h)   | Nicolas Mahut          | Arnaud Clément Sébastien Grosjean    | 6–4, 7–6(8–6)          |
| Vítěz     | 6.  | 15. února 2010     | Marseille, Francie                    | tvrdý (h)   | Michaël Llodra         | Julian Knowle Robert Lindstedt       | 6–4, 6–3               |
| Finalista | 3.  | 15. srpna 2010     | Toronto, Kanada                       | tvrdý       | Michaël Llodra         | Bob Bryan Mike Bryan                 | 5–7, 3–6               |
| Finalista | 4.  | 20. února 2011     | Marseille, Francie                    | tvrdý (h)   | Jo-Wilfried Tsonga     | Robin Haase Ken Skupski              | 3–6, 7–6(7–4), [11–13] |
| Finalista | 5.  | 13. listopadu 2011 | Paříž, Francie                        | tvrdý (h)   | Nicolas Mahut          | Rohan Bopanna Ajsám Kúreší           | 2–6, 4–6               |
| Vítěz     | 7.  | 21. dubna 2013     | Monte Carlo, Monako                   | antuka      | Nenad Zimonjić         | Bob Bryan Mike Bryan                 | 4–6, 7–6(7–4), [14–12] |
| Vítěz     | 8.  | 4. srpna 2013      | Washington, D.C., Spojené státy       | tvrdý       | Nenad Zimonjić         | Mardy Fish Radek Štěpánek            | 7–6(7–5), 7–5          |
| Vítěz     | 9.  | 23. února 2014     | Marseille, Francie                    | tvrdý (h)   | Édouard Roger-Vasselin | Paul Hanley Jonathan Marray          | 4–6, 7–6(8–6), [13–11] |
| Vítěz     | 10. | 7. června 2014     | French Open, Paříž, Francie           | antuka      | Édouard Roger-Vasselin | Marcel Granollers Marc López         | 6–3, 7–6(7–1)          |
| Finalista | 6.  | 5. října 2014      | Peking, ČLR                           | tvrdý       | Vasek Pospisil         | Jean-Julien Rojer Horia Tecău        | 7–6(8–6), 5–7, [5–10]  |
| Finalista | 7.  | 12. října 2014     | Šanghaj, ČLR                          | tvrdý       | Édouard Roger-Vasselin | Bob Bryan Mike Bryan                 | 3–6, 6–7(3–7)          |
| Finalista | 8.  | 9. července 2016   | Wimbledon, Londýn, Spojené království | tráva       | Édouard Roger-Vasselin | Pierre-Hugues Herbert Nicolas Mahut  | 4–6, 6–7(1–7), 3–6     |
| Vítěz     | 11. | 26. února 2017     | Marseille, Francie (3)                | tvrdý (h)   | Nicolas Mahut          | Robin Haase Dominic Inglot           | 6–4, 6–7(9–11), [10–5] |
| Finalista | 9.  | 25. června 2017    | Londýn, Spojené království            | tráva       | Édouard Roger-Vasselin | Jamie Murray Bruno Soares            | 2–6, 3–6               |
| Vítěz     | 12. | 24. září 2017      | Mety, Francie                         | tvrdý (h)   | Édouard Roger-Vasselin | Wesley Koolhof Artem Sitak           | 7–5, 6–3               |

### Utkání o olympijský bronz ve čtyřhře
| Stav  | Č. | Datum         | Turnaj       | Povrch | Spoluhráč       | Soupeři                      | Výsledek      |
| ----- | -- | ------------- | ------------ | ------ | --------------- | ---------------------------- | ------------- |
| Vítěz | 1. | 4. srpna 2012 | Londýn – LOH | tráva  | Richard Gasquet | David Ferrer Feliciano López | 7–6(7–4), 6–2 |

## Postavení na žebříčku ATP na konci sezóny

### Dvouhra
| Rok    | 1999  | 2000   | 2001   | 2002   | 2003   | 2004  | 2005   | 2006  | 2007  | 2008  | 2009  | 2010  | 2011  | 2012  | 2013  | 2014  | 2015   |
| Pořadí | 1042. | ▲ 423. | ▲ 271. | ▲ 255. | ▲ 140. | ▲ 64. | ▼ 167. | ▲ 40. | ▼ 68. | ▲ 43. | ▼ 46. | ▲ 44. | ▼ 52. | ▲ 35. | ▬ 35. | ▲ 25. | ▼ 533. |

### Čtyřhra
| Rok    | 2000 | 2001   | 2002   | 2003  | 2004  | 2005  | 2006  | 2007  | 2008  | 2009  | 2010  | 2011  | 2012  | 2013  | 2014 | 2015   |
| Pořadí | 195. | ▼ 301. | ▲ 271. | ▲ 93. | ▲ 50. | ▼ 59. | ▼ 67. | ▲ 26. | ▼ 49. | ▲ 32. | ▼ 38. | ▼ 52. | ▼ 97. | ▲ 26. | ▲ 5. | ▼ 124. |